# Olivério Bazzani Filho
Olivério Bazzani Filho, ou apenas Bazzani (Mirassol, 3 de junho de 1935 — Araraquara, 13 de outubro de 2007) foi um futebolista brasileiro que atuou como meio-campista.
É filho de Olivério Bazzani, zagueiro do Corinthians nos anos 1930, e irmão de Bazzaninho, ex-jogador do São Paulo FC e do EC São Bento.

## Carreira
Bazzani começou jogando nas divisões de base do Clube Atlético Mogiano. Depois passou pelo Rio Preto EC, até chegar à Ferroviária, 1954, onde jogaria com Dudu, que depois seria ídolo na SE Palmeiras.
Sua passagem pela Ferroviária, como meia-esquerda, coincidiu com uma das melhores épocas do clube, que em 1959 ficou em 3º lugar no Campeonato Paulista de Futebol, à frente dos chamados "grandes" São Paulo, Corinthians e Portuguesa de Desportos.
Naquele ano, foi convocado para a Seleção Paulista que conquistaria o tetracampeonato de seleções.
No ano seguinte, excursionou com o time pela Europa e África, fazendo amistosos com clubes do porte de Belenenses, Futebol Clube do Porto, Atlético de Madrid e Sporting Clube de Portugal.
Entre 1963 e 1965 jogou no Corinthians, mas não repetiu os êxitos que teve na Ferroviária — a qual, por sua vez, foi rebaixada à Segunda Divisão.
Em 1966 voltou ao time de Araraquara e o ajudou a conquistar o título da segunda divisão e a volta à divisão principal, sendo o artilheiro do time, com 16 gols.
Bazzani ainda comandou o ataque da Ferroviária no tricampeonato do interior 1967—1969. Em 1968 a Ferroviária ficou novamente em 3º no Paulista, e Teia foi o artilheiro do certame (pela primeira vez de um time fora da capital), em parte graças aos lançamentos e passes de Bazzani.

### Despedida e vida fora dos gramados
Despediu-se do futebol em 28 de março de 1973, num amistoso contra o Guarani FC, de Campinas, no estádio da Fonte Luminosa.
Formado cirurgião-dentista, Bazzani seguiu nessa profissão e, em 1972, assumiu a Ferroviária como treinador, onde esteve como treinador por mais 10 vezes. Também exerceu cargos administrativos no clube.
Em 18 de abril de 2007 foi inaugurado um busto de bronze, esculpido por Wagner Gallo, em homenagem ao Rubi, como era chamado pelos amigos e torcedores. Por problemas de saúde, que envolvem mal de Alzheimer, mal de Parkinson e complicações no sistema urinário, Bazzani foi representado na cerimônia por sua mulher, Aparecida. Faleceu na noite de sábado do dia 13 de outubro de 2007 aos 72 anos.